# Praia de Grauçá
Praia de Grauçá é uma praia localizada na Barra, distrito da cidade de Caravelas, Bahia.
É uma das maiores praias do município de Caravelas onde são realizadas as festas de final de ano; Réveillon e o CarnaBarra. É bastante frequentada e tem uma estrutura hoteleira.
A praia também sedia muitos eventos esportivos, como torneios regionais de vôlei de praia, futebol de areia, entre outros campeonatos.[carece de fontes?]